# Севрюков, Сергей Михайлович
Сергей Михайлович Севрюков (род. 13 июля 1964, Бугульма, ТАССР, РСФСР, СССР) — российский военачальник. Первый заместитель начальника Главного военно-политического управления Вооруженных Сил Российской Федерации с 2022 года, генерал-лейтенант (2016). Заслуженный военный специалист Российской Федерации.

## Биография
Родился 13 июля 1964 года в Бугульме Татарской АССР.
Окончил Казанское Суворовское военное училище (1982), Казанское высшее танковое командное училище имени Президиума Верховного Совета Татарской АССР (1986), Военную академию бронетанковых войск имени Маршала Советского Союза Р. Я. Малиновского с золотой медалью (1998), Военную академию Генерального штаба Вооружённых сил Российской Федерации (2012).
После окончания училища проходил службу в Западной группе войск.
С 1991 по 1995 годы — командир танковой роты, заместитель командира батальона, а затем — командир танкового батальона в Ленинградском военном округе.
С 1998 по 2010 годы проходил службу в Дальневосточном военном округе на должности заместителя, а затем командира мотострелкового полка, командира укреплённого района, заместителя командира 279-й мотострелковой Лисичанской дивизии.
В 2006—2009 годы — начальник 392-го окружного учебного Тихоокеанского центра имени Героя Советского Союза Маршала Советского Союза В. И. Петрова.
В 2009—2010 годы — начальник 467-го гвардейского окружного учебного Московско-Тартусского центра Западного военного округа.
В 2012 году после окончания Военной академии Генерального штаба ВС РФ назначен на должность заместителя командующего 49-й общевойсковой армией Южного военного округа.

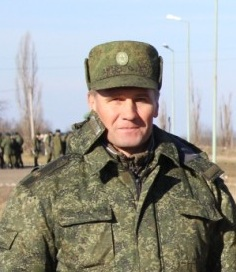
Севрюков командующий 49-й общевойсковой армией 2014

В декабре 2013 года назначен командующим 49-й общевойсковой армией . 9-го января 2014 года принял из рук командующего войсками ЮВО А. Галкина штандарт командующего 49-й общевойсковой армией.
В июле 2019 года назначен на должность заместителя командующего войсками Восточного военного округа. 
В августе 2021 года командовал российскими военнослужащими в ходе совместных российско-лаосских учений «Ларос-2021».
В 2022 году назначен первым заместителем начальника Главного военно-политического управления Вооруженных Сил Российской Федерации.
Женат, воспитал сына и дочь.

## Награды
- Орден «За заслуги перед Отечеством» IV степени с мечами
- Орден Александра Невского
- Орден Жукова
- два ордена Мужества;
- Орден Почёта
- Медаль ордена «За заслуги перед Отечеством» II степени
- Медаль «За боевые отличия»;
- Медаль «Участнику военной операции в Сирии»;
- Медаль «За отличие в военной службе» III, II, I степени
- Медаль «В память 1000-летия Казани»
- Медаль «70 лет Вооружённых Сил СССР»
- Медаль «За воинскую доблесть» 1-й степени
- Медаль «За укрепление боевого содружества»
- Медаль «200 лет Министерству обороны»
- Медаль «За участие в военном параде в День Победы»
- Медаль «За возвращение Крыма»
- Заслуженный военный специалист Российской Федерации[1]